# أودينلي
أودينلي (بالصومالية: Awdiinle)‏  هي بلدة تابعة لمدينة بيدوا مركز محافزة باي جنوب الصومال، تقع على بعد 30 كم غرب بيدوا على الطريق الرئيسي الذي يربط بيدوا بمدينة لوق في محافظة جدو .
في عام 2016 ارتكبت القوات الإثيوبية التابعة لبعثة الاتحاد الإفريقي في الصومال مذبحة في بلدة أودينلي.